# N1
N1 A/S er et dansk elnetselskab, som forsyner 800.000 abonnenter i Jylland med elektricitet. Virksomheden blev etableret i 1999 med hovedkvarter i Esbjerg og har ca. 600 ansatte. N1 A/S ejes af Norlys-koncernen.